# 이보 카넬라스
이보 카넬라스(Ivo Canelas, 1973년 12월 23일~)는 포르투갈의 배우이다.
리스본에서 태어났다.

## 영화
- 겔로 (2016년)
- 드러그 앤 골드 (2015년) - 엘 파보 레알 역
- 플로벨라 (2012년)
- 뷰티 앤 더 파파라초 (2010년)
- 어 코바 (2010년) - 크루즈 역
- 부다페스트 (2009년)
- 콜 걸 (2007년)
- 20,13 (2006년)
- 불확실성의 원리 (2002년)